# Canillas de Aceituno

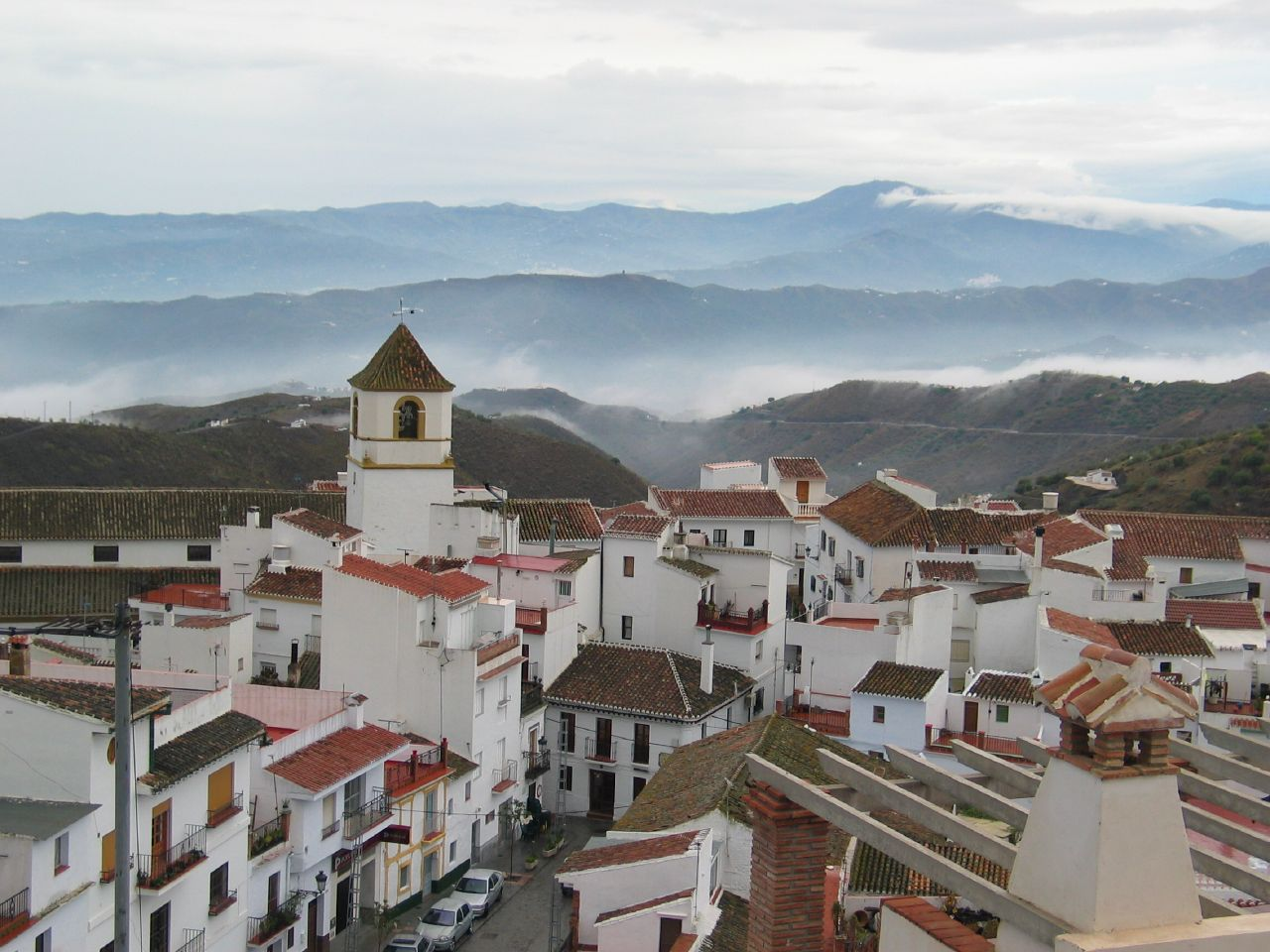
Canillas de Aceituno.

Canillas de Aceituno es un municipio español de la provincia de Málaga, en la comunidad autónoma de Andalucía. Está situado en el este de la provincia, siendo uno de los municipios que conforman la comarca de la Axarquía y el partido judicial de Vélez-Málaga.
Su término municipal se halla a una altitud de unos 524 m s. n. m., al pie de la Sierra de Tejeda y está coronado por el pico de La Maroma, de 2 068 m s. n. m., el más alto de la provincia. Canillas de Aceituno es un pueblo de calles estrechas impecablemente encaladas, arcos mudéjares y rincones de flores.
Los habitantes de Canillas de Aceituno se llaman canilleros. La mayoría ejercen su profesión dentro del pueblo, aunque también existen algunos habitantes que trabajan fuera. Se suelen dedicar la mayoría a la construcción y a la agricultura. Canillas de Aceituno está provisto de comercios donde se pueden adquirir productos básicos.
Canillas de Aceituno está a 61 km de Málaga. Es accesible a través de la carretera comarcal C-335 y la local M-125 desde Vélez-Málaga.

## Geografía
El emplazamiento geográfico de Canillas de Aceituno lo convierte en un balcón natural de la Axarquía. La carretera de acceso al pueblo ofrece vistas de los valles Vélez y Rubite, a través de un paisaje de plantaciones de olivares, viñedos, almendros e higueras. Sobre las lomas o cerros se pueden observar los toldos, o paseros, dispuestos para secar las uvas. Esta abundancia arbórea es posible gracias a los ríos Almanchares, Rubite y Bermuza, que además facilitan la existencia de fuentes naturales como la de la Gazuela y la Yedra. En el entorno de Canillas abundan las cuevas naturales destacando la de Fájara, a cuatro kilómetros de la villa, en cuyo interior hay galerías de hasta kilómetro y medio de recorrido.
Dentro del pueblo hay dos fuentes que se alimentan de un aljibe árabe ubicado bajo el edificio del ayuntamiento. Una de las calles de interés arqueológico de la villa es la calle Castillo, en la que aún quedan restos de lo que fuera la antigua fortaleza y que conduce al barrio bajo, hacia calle Estación. La calle Cementerio, de traza moderna, está planteada sobre el antiguo cementerio árabe.

## Heráldica
El escudo de Canillas de Aceituno tiene como modelo el escudo de la Casa de los Fernández de Córdoba, que era de oro, con tres franjas de gules (rojo heráldico) y que fue el que tuvo Diego Fernández de Córdoba hasta la merced que le fue concedida por los Reyes Católicos como consecuencia de su participación en la batalla de Lucena en 1483 y en la captura de Boabdil. Desde entonces, y por iniciativa del propio Diego, dicho escudo heráldico fue acrecentado, quedando de la siguiente manera: escudo cortado, en la partición superior, de oro siguen las tres franjas de gules primitivas y, en la participación inferior, el rey moro Boabdil el Chico con cadena de oro al cuello, moviente el flanco siniestro, y bordura de plata con la siguiente leyenda latina: Omnia per ipso facta sunt (en español, «Todas las cosas han sido hechas por Él mismo», es decir, todo ha sido hecho por Dios).
La cadena de Boabdil fue eliminada en 2009, manteniéndose el resto de los elementos.

## Toponimia
El nombre de Canillas de Aceituno está compuesto por dos vocablos: el vocablo «Canillas» que se remonta a época romano-visigoda, que significa «zona rica en pequeños pero numerosos cañaverales, esparcidos estos por un amplio territorio de montaña rico en manantiales». Por otro lado, el vocablo «Aceituno» procede del árabe azzeytum, debido a cuando los moriscos se asentaron en esta zona, los cuales se dedicaron a la producción y venta de seda, denominada azzeytum.[cita requerida]

## Historia

### Prehistoria
La Sierra de Tejeda es una zona de importantes yacimientos prehistóricos. Se han descubierto abundantes restos humanos y líticos del Paleolítico Inferior y Medio. Muchas de las cavernas del término municipal de Canillas de Aceituno sirvieron como cazaderos para el hombre prehistórico. Son muchos los restos de sílex que se han encontrado.
Desde la zona costera los prehistóricos subían por toda las sierras (Almijara y Tejeda), sobre todo cuando esta empezó a dejar de ser zona glaciar (fase interglaciar), para recolectar frutos, cazar y, en el periodo Neolítico, para pastorear y practicar, la por entonces incipiente, agricultura.
Las más antiguas vías pecuarias que aún se conservan datan de ese periodo Neolítico y de la Edad del Bronce. La trashumancia practicada con el ganado (desde la montaña al valles y del valle a la montaña, es decir, el paso de todo el ganado desde las dehesas de verano a las de invierno, y viceversa) es una práctica que arranca de época neolítica y la Edad del Cobre. Cerca de las costas de Nerja y Maro las comunidades prehistóricas permanecían sedentarias. Sin embargo, esas mismas primitivas comunidades humanas se mantenían, al parecer, nómadas y seminómadas por la Sierra de Tejeda. Con la caza ya capturada, los hombres que vivieron en la prehistoria bajaban hasta las cuevas más cercanas al Mediterráneo, mar que también proporcionaba alimentos.

### Pueblos ibéricos
Dos pueblos ibéricos, los bástulos y los bastetanos (éstos con núcleo de irradiación cultural en Baza), fueron creando asentamientos estables de población, como Salaria Bastetanorum, Sedille y Cannillae (Canillas, junto al río Almanchares) asentándose paulatinamente por esta sierra, ya que la Tejeda, al dar a varios valles y planicies era un nudo de caminos –una encrucijada de vías pecuarias y comerciales- y por tanto, zona estratégica para las comunicaciones del mundo antiguo.
Así pues, se puede sostener que el primitivo poblado ibérico de Canillas Azeytuno formó parte del eje cultural y comercial de Mainake (Málaga) – Ilíberis (Granada)- Basti (Baza).

### Colonización púnica
En Canillas Azeytuno hubo minas de extracción de metales en la zona comprendida entre la Rábita y la aún llamada añada de la mina. Fueron abiertas por los cartaginenses y explotadas por los romanos.
Los pueblos íberos de Sierra Tejeda, aunque, como en el resto del mundo ibérico, debían de tener su propio sistema de escritura, pero sin embargo, aprendieron el alfabeto fenicio. Y de los colonizadores en general, aprendieron el uso del torno, la artesanía y la acuñación y uso de monedas para el intercambio comercial. Se pasó del simple trueque de productos al uso de monedas. El arte ibérico también se vio influenciado por el de los pacíficos colonizadores.
Mastienos (procedentes de Almería y Albacete), oretanos (de Sierra Morena) y sobre todo, bástulos (autóctonos) y bastetanos (originarios de Baza) recorrieron Sierra Tejeda y se convirtieron en ávidos consumidores de los productos de lujo – de origen oriental – traídos por los colonizadores púnicos y griegos desde oriente. Estos, por su parte, extraían metales de la Sierra (zona de la Rábita de Canillas de Aceituno). Los íberos por aquí asentados aprendieron de los fenicios el cultivo del olivo en toda esta zona de alta montaña. Las industrias de la caña, de la cal, de las plantas medicinales y de la minería también se pusieron en marcha.
Canillas Azeytun fue un núcleo colonial más dentro de la red comercial creada por los fenicios en la comarca oriental de Málaga, núcleo que siempre se mantendrá estrechamente conectado con los vecinos de la provincia de Granada. Se ha confirmado que su más viejo núcleo de población fue el resultado del asentamiento de una colonia griega de Focea (griegos focenses) que, tras los fenicios, fueron los nuevos descubridores y colonizadores de la península ibérica.
Sierra Tejeda fue territorio púnico hasta el 265 a. C. a partir de esa fecha se inicia la gradual penetración romana, que terminará con la fase de conquista plena en el año 170.

### Romanización
Durante los más de seis siglos de ocupación romana, el campo y la sierra de Canillas Azeytuno aportaron gran parte de los productos y materias primas que constituían los pilares básicos de la economía romana, a saber: trigo, aceite, productos ganaderos, vino, cañas, esparto, plantas medicinales, madera, cal, etc. El vino y el aceite por aquí producidos eran muy apreciados en todos los mercados del Imperio. Ya los romanos potenciaron el cultivo de algunos árboles frutales como la higuera, el peral y el manzano, e introdujeron nuevas técnicas de cultivo como el barbecho y el uso de abonos. Con los romanos se empieza a usar el arado en las empinadas laderas de Sierra Tejea.
La Sierra, muy rica por aquel entonces en ríos, arroyos, afluentes, manantiales y fuentes, era zona de muchos cañaverales. De ahí que los romanos denominan «Cannillae» (campo de cañaverales). Son ya muchas las monedas que, de época romana, han aparecido por Sierra Tejeda.
Canillas formó parte de la que podemos llamar «Ruta del aceite y de la sal» con dos trayectos: uno costero, desde la zona de Mainake, Vélez y Sexi (Almuñécar); y otro de montaña, desde Sierra Tejera hasta el interior de Ilíberis (Granada) y luego, por Sierra Morena, hasta la Hispania interior. El comercio de la caña así como el de las plantas medicinales, cal, esparto, vino y miel, se dio en paralelo al del aceite y la sal. En Canillas, por cierto, aún se le llama «cominarejo» a un pago donde multitud de colmenares (colmenas) producían abundante miel, el nombre procede, por vulgar deformación fonética, de «colmenarejo», zona de muchos colmenares.
Al poseer minas de extracción de mineral y metal, la tierra de Canillas se convirtió en un ager publicus, es decir, en tierra de propiedad estatal. Lo que aún no sabemos es si las galerías de extracción minera abiertas por aquí eran explotadas directamente por funcionarios estatales o por arrendatarios. Los romanos agotaron, prácticamente, las reservas de mineral que Sierra Tejeda poseía.
Esto leemos en Estrabón:

«(…) En cuanto a la riqueza de sus metales, no es posible exagerar el elogio a la Turdetania y a la región lindante, porque en ninguna parte del mundo se ha encontrado, hasta hoy, ni oro, ni plata, ni cobre, ni hierro, en tal cantidad y calidad. El oro se obtiene no sólo por medio de minas, sino también por lavado. Ríos y torrentes traen arena aurífera(…). El oro se recoge de los arroyos y, junto a ellos, se lava en pilas, o bien se hacen pozos y se lava la tierra sacada de ellos. Las chimeneas de las minas de plata se hacen altas, para que el humo mineral, que es pesado y peligroso, salga por lo alto.»

La pequeña villa romana de Canillarum (Canillas) servía de turris (torre de vigilancia), es decir, era un poblado amurallado, en la cumbre de un elevado monte, con una atalaya de observación que permitía el control de una gran extensión de terreno.
El romano Quinto Rufo Magoniano introdujo en Hispania la variedad de uva moscatel, producto que, en forma de vino y de uva pasa en sus dos variedades, sol y lejía, llegaría a ser, siglos más tarde, uno de los pilares de la agricultura local y comarcal. 
La tegula romana (teja) fue uno de los materiales de construcción aportado por los ocupantes romanos. La cal también fue uno de los materiales ampliamente explotados por estas tierras. Son muchas las caleras que aún se pueden ver en el término municipal de esta vieja villa.

### Periodo islámico
Según el historiador Ildefonso Marzo, fueron musulmanes auchitas los que ocuparon Canillas Azeytuno, y, asentándose, fundaron el que sería definitivo núcleo de población sobre las faldas de Sierra Tejeda, en el valle del río Almanchares.
Abd-al-Aziz fue el que ocupó, a lo largo de varias campañas militares, razias y aceifas toda esa zona de sierra. La fortaleza (hisn) de Canillas Azeytun formó parte durante la Edad Media del complejo defensivo de la Al-Sarqiyya, integrado por las siguientes plazas fuertes: Vélez, Bentomiz, Sedella, Canillas, Sália y Comares.
Durante los siglos VIII y IX, mientras se producía el gradual proceso de islamización en toda la zona costera de la latina regio malacitana, llamada Rayya en árabe, Sierra Tejeda sirvió de refugio para los mozárabes que hasta allí huyeron, manteniendo sus tradiciones y su lengua, aunque con gran influjo de la lengua árabe.
Desde finales de siglo IX hasta el año 928 fue Canillas Azeytuno tierra de Umar Ibn Hafsún, el cual llevó a cabo la más importante rebelión contra el Estado musulmán omeya, rebelión mediante la cual gran parte de la aristocracia de origen hispanogodo pretendió recuperar y mantener sus viejos privilegios feudales.
Con la total implantación del islamismo, durante el emirato de Córdoba de Abd al-Rahman III, Canillas Azeytuno se convierte en alquería. En ella se produce y se comercializa el preciado azeytuní (seda tejida y teñida), producto muy apreciado en el Albaicín granadino, desde donde se exportaba al exterior de al-Ándalus. Incluso, después de la toma de Granada, durante los siglos XVI y XVII el pueblo siguió teniendo oficinas de almotacén para el control de la distribución de la seda. Seda y frutos secos eran los principales productos de exportación, vino y aceite seguían siendo productos destinados más al consumo local que a la exportación. Son muchas las monedas que, del periodo de ocupación musulmana, han sido halladas en Sierra Tejeda.
La arquitectura del pueblo en su conjunto, y de sus casas en particular, es fundamentalmente, el resultado de la combinación de dos culturas: la romana y la musulmana. Todo lo que en esta localidad se llama «casa nueva» es obra de la cultura cristiana dominante (posterior a 1487), en efecto, de los romanos se han heredado varios materiales de construcción como la teja, perfeccionada por los musulmanes, o la cal, y algunas técnicas constructivas, como por ejemplo, la apertura, junto a la casa de un huerto ajardinado. La apertura de un patio interior y de un pozo es también de origen romano. Ya en época visigoda toda Málaga era famosa por sus jardines.
El primitivo casco urbano ocupaba el suelo más estéril: desde la Sierrecilla hasta los pies del castillo. La actual plaza principal era zona de regadío. De hecho, hasta las primeras décadas del siglo XX, una acequia, que canalizaba hasta el campo el agua de las dos céntricas fuentes, recorría toda la plaza camino de la Placeta. También lo eran el Llanillo, Calle Agua y la Placeta. El pueblo, rodeado por una resistente muralla y defendido por un colosal castillo, solo tenía dos puertas de entrada, una por Calle Convento – la principal- y otra por el fondo de la Calzada. A mitad de camino entre ambas puertas, había un caminillo que terminaba en el arroyo de la «Fuente Fuera» (así llamada por estar extramuros, es decir, por fuera de la muralla defensiva), zona utilizada como lavadero. Por esa zona, el escarpado barranco impedía el acceso a cualquier enemigo que lo intentase.
De la cultura islámica se ha heredado multitud de aportaciones. Los musulmanes, por ejemplo, potenciaron el uso del jardín pegado a la casa, y lo expresaron con soluciones diferentes:
- con patios cuajados de sol y flores;
- con frondosos huertos y jardines, lindantes con el hogar;
- con macetas adornando fachadas y ventanas;
- con arreates llenos de flores, junto a la puerta de entrada.

La disposición del campo en bancales, hechos mediante albarradas de piedras y barro, regados por albercas y acequias, es también obra de los musulmanes. Trajeron árboles frutales como naranjos y limoneros, plantaron, por todo el campo romero, tomillo, jazmín, albahaca, dama de noche, etc. plantas aromáticas que saneaban aún más, los ya de por sí sanos aires de la sierra, plantas que, a la vez, servían de condimento para muchas comidas. Un alambique, para destilar licores construyeron en la zona que hoy se llama del Alambique.
Los musulmanes, al llegar a cualquier poblado hispanorromano, arrasaban todo el caserío preexistente y, sobre las ruinas, sin planos preconcebidos, alzaban uno nuevo, como cristalización de su vida nómada del desierto. La disposición urbanística del conjunto del pueblo en calles laberínticas, irregulares, pendientes y estrechas, es una aportación de la cultura musulmana. Se pretendía con ello hacerlas frescas para los meses de calor y seguras. Siempre se buscó, para su salubridad, que estuviesen bien aireadas.[cita requerida]
Las casas se construían con entera libertad de disposición y altura, sin mirar para nada el concepto urbanístico de la calle. Esta, si existe, es como mera necesidad de comunicación. Normalmente, es una calle rota por arquillos, como una necesidad de aprovechar el espacio dentro del apretado caserío, otras, son calles sin salida, que incluso, se cerraban de noche para uso exclusivo de unos cuantos vecinos, con gran sentido de lo privado.
Los huecos para las ventanas están arbitrariamente repartidos, sin consideración estética alguna, solo abiertos, a veces, para que la mujer islámica, furtivamente, pudiera mirar a través de ellos. Toda la casa, con su hermetismo, desnudez y monotonía, responde a la concepción religiosa del Islam: la religión equiparaba, socialmente a toda persona. Este hecho explica lo inexpresivo de las fachadas, pues todo radica en el interior del hogar. A la casa, a veces, se le añadía un piso superior, por ejemplo, cuando aumentaba la familia.
La colocación de hornacinas en las calles es también de origen islámico. En efecto, los musulmanes las incorporaban a su culto privado. Colocadas en el arranque de cada calle, eran para ellos, un lugar sagrado, un lugar de veneración, lugar protector de calles y viviendas. Los cristianos, tras la ocupación de 1487, emplearon dichas hornacinas islámicas para colocar sus santos. En calle Agua, esquina con calle San Antonio, aún podemos contemplar una, justo en el punto de arranque de un arco mudéjar, que cruza la calle de pared a pared. Una pequeña talla de San Antonio aparece en su interior, florecillas y luminarias adornan siempre el pequeño recinto, siglos ha velado por los vecinos de esta singular calle.
Canillas de Aceituno presenta también varias casas con arcos de claro estilo mudéjar, cegados con el paso de los siglos. Así ocurre con «la Casa de los Diezmos» y «la Casa Esgrafiada» (pintada a lo morisco). El rojizo moruno «ladrillo visto», fue de entre los principales elementos constructivos, el más utilizado por los musulmanes entre sus mudéjares obras. Cuando aparecen dispuestos con sola sus puntas visibles, tanto en umbrales de puertas como en los vuelos de los tejados, se les llama «picos de gorrión». Estos picos de gorrión aún se podían ver en la fachada de una de las casas de calle Olivo a comienzos del siglo XXI.
Otro elemento de la arquitectura mudéjar es la algorfa, arco que da entrada a quebradas calles empinadas. La algorfa empieza por romper el espacio de la calle, que luego vuelve a quebrar en la curva que aquella describe, celosa guardadora de la intimidad de las viviendas que se abren a ella. Estas calles podían cerrarse con una puerta y constituir algo tan aislado como un adarve – calle privada y sin salida-. Una algorfa podía formar una portada muy humilde que daba entrada a una calle privada en la que se abrían varias viviendas. Son de tradición califal. En Canillas nos encontramos con dos: una en calle Agua y otra en calle Calleja, en donde las dos hileras de casas han sido unidas, de fachada a fachada, por una algorfa con entrada y salida por arco. El arco que cruza la empinada calle Calleja, al mismo tiempo sirvió para apuntalar las construcciones de ambos lados que, en su día, debieron tener poca estabilidad. El uso de canalones para recoger de los tejados el agua de lluvia, es también una aportación de la cultura musulmana.
La fortaleza–castillo de Canillas de Aceituno fue una imponente construcción que avanzando sobre un escarpado barranco, defendía a toda la población. Ocupaba gran parte del solar de las actuales más viejas casas de calle Castillo. Un pasadizo secreto lo ponía en comunicación con el exterior.
Fue esta villa rica productora de azeytuní, es decir, de seda natural tejida y teñida. Para elaborar los tintes se utilizaban las abundantes raíces tintóreas de la zona, árboles de hojas de morera, de dulce y refrescante sobra, cubrían gran parte del campo de Canillas. En la Casa de los Diezmos, de geminados arcos mudéjares, se llevaba a cabo la anual tributación de la décima parte de la producción sedera.

### Los primeros cristianos
Canillas de Aceituno, junto con Rubite (aldea aneja) se convirtió en una de las zonas de más antigua primitiva cristianización de toda la provincia de Málaga. La penetración por el sureste hispano de los llamados «Siete Varones apostólicos», enviados por San Pedro como evangelizadores y cristianizadotes, explica este hecho. San Torcuato fue extendiendo la primitiva red cristiana, organizada mediante asambleas de fieles reunidos. San Cecilio hizo lo mismo desde Ilíberis (Granada) hasta Málaga. En Sierra Tejeda fueron eligiendo sedes operativas como Sedella y Rubite. De este modo, mediante pequeñas comunidades eclesiales bien organizadas, la nueva religión (el cristianismo) se fue difundiendo rápidamente. Sin embargo, por la visita que el obispo malagueño Patricio hizo a principios del siglo IV (año 302), a la zona de Mainake, Sália, Alcautín, Rubite y Cannillae, sabemos que, por aquellos años, el apego a las viejas tradiciones ancestrales (paganas) era aún muy fuerte por toda Sierra Tejeda, el libre y levantisco espíritu montañés lo favorecía. Por aquí el carácter era diferente al de las zonas de costa.
Por la llamada Hitación de Wamba (siglo VII) sobre límites de obispados, sabemos que la parroquia de Canillas era poblado fronterizo entre la diócesis de Málaga y Granada.

### Reyes Católicos
El 7 de abril de 1487 el Rey don Fernando salía de la ciudad de Córdoba con un poderoso ejército de 72 000 hombres (12 000 a caballo y 50 000 a pie). Poco antes de que ese ejército saliese de Córdoba, se sintió un terremoto que dio lugar a varias conjeturas: unos lo interpretaron como la ruina del ejército cristiano, otros, como la destrucción total del Reino de Granada. Con mil trabajos y penalidades, debido al mal estado de los caminos a causa de las crecidas lluvias (aunque suavizados aquellos por el gran número de zapadores que, por delante, iban abriendo paso) llegó el ejército a divisar Vélez, después de ocho días de fatigosa marcha. Ante los ojos de aquellas tropas cristianas se desplegó una comarca virgen aún de los estragos que la guerra iba a ocasionar, cubierta de colinas y collados donde crecían moreras, almendros, olivos, naranjos, higueras y viñedos. El 15 de abril de 1487, Domingo de Pascua, las tropas cristianas pasaron por el término de Canillas para atacar la ciudad de Vélez. Un temporal de fuertes lluvias, que provocó el desbordamiento de ríos y arroyos, retrasó la llegada de la artillería.
En el libro de apeo y repartimento de Sedella y Rubite (aldea aneja a Canillas) se lee que el Rey don Fernando y sus tropas llegaron a un lugar situado entre Canillas y Sedella (posiblemente el «Puerto» o «Los Cuatro Caminos»”.
Una leyenda dice, que sirviéndose de un buen número de machos cabríos y carneros con antorchas y faroles atados a los cuernos, un pequeño grupo de soldados conquistó, en el transcurso de una oscura noche, el poblado oro del río Almanchares, sus habitantes atemorizados se rindieron, creyendo que un numeroso ejército los iba a invadir.
Una vez tomada la ciudad de Vélez, las tropas de Fernando e Isabel pusieron sus estandartes y banderas sobre las torres de la alcazaba veleña. Los Reyes Católicos ordenaron que todos los alcaldes moros de la zona llegasen ante ellos para capitular. Y así lo hizo el entonces alcalde musulmán de Canillas. En su lugar, el Rey don Fernando puso al frente de la villa y castillo de Canillas a un caballero llamado Apolo (según cuenta Hernán Pérez del Pulgar en su Crónica de los Reyes Católicos). En mayo de ese mismo año (1487) se rindieron los pueblos de la Axarquía.
De la época de los Reyes Católicos se conserva el siguiente legado:
- la virgen de la Victoria (de la victoria de las tropas cristianas de Fernando e Isabel sobre los musulmanes) apenas representada, en decorativos azulejos, en la fachada de varias casas de Canillas;
- el símbolo del yugo y las flechas (símbolo de los Reyes Católicos del que se sirvió el Movimiento Nacional en los años cuarenta del siglo XX) aún se puede ver, en Canillas, en el empedrado de la Calle de la Fuente;
- una medalla con San Jorge luchando contra el San Jorge ( otro de los símbolos usados por los Reyes Católicos) ha aparecido en esta villa cerca del aljibe mudéjar de El Huertezuelo.

### Reconquistacristiana
Tras la ocupación cristiana, la tierra de Canillas fue traspasada con prontitud de la jurisdicción real a la nobiliaria, convirtiéndose en tierra de señorío pleno. Fue primero del conde de Cabra, cuya relación con sus vasallos musulmanes no solo era territorial y administrativa, sino también personal. En efecto, el conde de Cabra exigirá a los sometidos mudéjares de Canillas de Aceituno, su villa, el pago de tributos por las tierras que labraban dentro y fuera de su señorío. La vieja mezquita islámica fue transformada en templo parroquial para el culto cristiano.
Desde mediados del siglo XVI, la villa fue regida por un alcalde, un concejo y un regidor. Gonzalo de Cárcamo fue su primer alcalde, y Juan de la Torre su primer regidor. La hoy llamada calle Consejo, en el centro del pueblo era el emplazamiento de dicho foro de administración municipal. Señores y caciques se convirtieron en la elite del pueblo. El señor (conde de Cabra, marqués de Comares y duque de Medina Celi) nombraba al al-Qadí (alcayde, juez) entre los repobladores cristianos viejos, hidalgos y hombres de la comunidad.
El escudo de la villa fue concedido por Fernando el Católico al conde de Cabra por los servicios presados en la guerra contra el Reino Nazarí de Granada.
En la arquitectura de las casas (de base cultural musulmana) rara vez se introducen innovaciones. Desde la conquista cristiana hasta la expulsión de los moriscos (1487–1570), señores y señoritos emplearon a sus vasallos mudéjares en la construcción de sus casas palaciegas (como la Casa Esgrafiada, pintada a lo morisco). Era una mano de obra tan barata como experta. Tras la guerra y expulsión de los moriscos, los nuevos pobladores, conocedores de las técnicas mudéjares, se emplearon en la construcción del templo parroquial de su nueva villa. Antes de 1605 no se conoce ni un solo contrato de obras, hecho explicable por el estado de marginación social en el que se tenía al mudéjar, a quien se apalabrada para una obra sin darle documento alguno.

### Rebelión morisca y repoblación
A principios del siglo XVI, la respuesta islámica a la conversión forzosa al cristianismo fue, en toda la Serranía de Bentomiz (Sierra Tejeda – Almijara), de aceptación simulada. Sin embargo, de 1545 a 1552 ya se estaban produciendo cabalgadas (persecuciones) de tropas cristianas contra los moriscos, rebeldes y levantiscos en toda la ya citada serranía.
Por esos años apareció la figura del «monfi» (bandolero morisco). Desde mediados del siglo XVI, los ocupantes cristianos empezaron a practicar «ahumadas» contra los moriscos que se refugiaban en las cuevas. El humo de las hogueras prendidas frente a la boca de entrada a la gruta los hacía salir o morir. Esqueletos de moriscos canilleros muertos en dichas ahumadas no hace mucho que se han sacado de varias cuevas de la Rahije, los restos humanos que se conservan en la llamada «sala del muerto» de la cueva de la Fáhara quizás sean también de algún otro morisco canillero muerto bajo persecución cristiana. De los que se entregaban vivos, el Inquisición (La Inquisición) se encargaba de hacer el resto.
El cronista castellano Luis de Mármol Carvajal (militar que, del lado de los cristianos combatió en la rebelión de Bentomiz), nos dice que, una vez determinada la sublevación y la guerra, la mayoría de los moriscos de la Axarquía fueron enviados a Córdoba. Sin embargo, los lugares montañosos de difícil acceso siguieron conservando una buena parte de su población mudéjar, fuertemente fiscalizada mediante el pago de tributos. Felipe II, para evitar posibles futuras concentraciones de moriscos, ordenó que la fortaleza-castillo de Canillas de Aceituno fuese demolida piedra por piedra.
Canillas de Aceituno quedó despoblada como castigo de esta insurrección en 1571. No se sabe la fecha en que desapareció el castillo, pero se supone que tuvo que ser por esta época, puesto que como correctivo se quemaron algunos edificios y entre ellos debió estar la fortaleza.
La repoblación, deslinde y amojonamiento de las tierras se hizo entre 1571 y 1574. Canillas de Aceituno vuelve a poblarse con cristianos de Lucena, Porcuna, Martos, algunos de Valencia, y en su mayoría de Andújar.
Durante toda la segunda mitad del siglo XVI se produjeron constantes pleitos y disputas entre el marqués de Comares Diego Hernández de Córdoba, y el obispado de Málaga por el reparto de los diezmos. El obispado de Málaga quería quedarse con la mitad de dicho tributo, reivindicándolo por derecho concedido por los Reyes Católicos. Un remanente histórico de esos viejos enfrentamientos entre Iglesia y Estado aún se observa a veces, poco claras competencias de poder entre obispado de Málaga y Ayuntamiento de Canillas sobre varias zonas de aldeas anejas como Rubite y Posada de Granadillo.

### SigloXVII
En las últimas obras de reforma de la fuente del Pilar grande, apareció una pétrea placa con una inscripción del año 1612.
Del siglo XVII son también varias tallas de santos aún conservadas en la iglesia de Canilla de Aceituno. Una es del círculo de Mena. El estilo barroco imperante comenzó a ocultar muchas construcciones mudéjares.

### SigloXVIII
La casa mudéjar de calle Agua 6, «casa esgrafiada» es un elemento importante del patrimonio histórico–artístico de esta vieja villa.
Un muy curioso letrero de 1773, en calle Cantillo 2, que necesita urgente restauración, muestra la leyenda «¿Qué miras, majadero? ¿no ves que soy un letrero que en el año 1773 me hicieron?» provocó la risa de Alfonso XII y de toda la comitiva regia que desplazada hasta Canillas en enero de 1885 en solidaridad con los damnificados por el terremoto del mes anterior, atentamente lo habían leído.
Del siglo XVIII es una de las tallas (círculo de Zayas) que aún conserva la iglesia de Canillas.
Con la ocupación francesa (finales del siglo XVIII y primer tercio del siglo XIX), el bandolerismo fue práctica habitual en toda Sierra Tejeda. El aún conservado apodo local de «el gabacho» (el francés) nos recuerda el paso de esa cristiana nación vecina por estas tierras. Las tropas francesas crearon un verdadero clima de inestabilidad política y social, de pillaje y bandolerismo. Canillas de Aceituno perdió, a mano de los saqueadores franceses, gran parte de su patrimonio artístico. Durante el siglo XVIII era ya muy intenso el comercio de madera de tejos y nieve de Sierra Tejeda hacia Málaga. La familia Torres, dueña de los terrenos era la que controlaba dichas actividades.

### SigloXIX
El siglo XIX está marcado por varios e imprevisibles acontecimientos. Sequías, hambrunas, epidemias, plaga de la filoxera en los viñedos y terremoto (25 de diciembre de 1884). El 19 de enero de 1885 Alfonso XII visita a los damnificados de Canillas. Aún se conserva, en muchos tramos no invadidos por la actual carretera de asfalto parte del antiguo Camino Real de piedra y tierra por el que avanzó la comitiva regia, que llegó a Canillas valiéndose de buenas caballerías. La comitiva fue recibida por todo el vecindario, que esperaba la llegada a las afueras del pueblo. El séquito lo formaban tres grupos: el primero, personal de la Guardia Real, un segundo grupo, presidido por el general Quesada, ministro de Guerra, y un tercer grupo, en el que venía el rey, acompañado del entonces ministro de la Gobernación don Francisco Romero Robledo. Según cuentan, Alfonso XII llegó a Canillas vestido de paisano, montado en un espléndido caballo negro. Con vivos y calurosos aplausos se recibió a cada uno de los tres grupos. La comitiva, acompañada por las autoridades del pueblo, recorrió el casco urbano contemplando los daños que el seísmo había ocasionado.
En lo que hoy es el Paseo, se construyó, por iniciativa regia, una nueva barriada, llamada entonces «Nueva Cuba» por la ayuda que de tal colonia española se recibió, fue poco después cuando poco a poco fue desapareciendo tras la piqueta demoledora, en beneficio de los que entonces gobernaban la villa. El arquitecto Rivera se encargó de la reconstrucción de la torre de la iglesia y de la nave central, dañada por la caída del reloj. El Círculo Mercantil de Madrid, con obras dirigidas por don Gregoriano Robleda, construyó las dos escuelas, una para niños y otra para niñas, las cuales aún se alzan en el fondo de la plaza de la Constitución hoy Casa de la Cultura. Hay un viejo letrero que recuerda este hecho, aunque manchado de cal que lo cubre. Toda esa situación de profunda crisis económica provocó una forzada corriente migratoria hacia Orán, Tánger, Melilla, Cuba, Uruguay y Argentina.
Los gastos que ocasionó el terremoto fueron atendidos por el mismo Rey, por el Gobierno Civil, Diputación, Ayuntamiento de Canillas y la caridad privada. En los Libros de Actas Capitulares de la villa consta que, para reparar la Casa del Cabildo se destinaron 1 000 pesetas. Tras el terremoto, se tuvieron que celebrar varias sesiones plenarias fuera de la Casa del Ayuntamiento, debido al mal estado en que quedó el edificio. La reparación del Camino Real que conducía a Vélez-Málaga constó 500 pesetas. Los gastos de la visita real fueron 2 164,75 pesetas. Entre los damnificados el Ayuntamiento repartió 2 000 ptas. Hacerle una casa a la Guardia Civil 50,50 ptas.
Existían por aquellos tiempos, varias letras de coplillas de columpios que hacían crítica expresa a cómo se administraron los dineros y bienes que para los damnificados por el seísmo habían sido aportados solidariamente. El caciquismo, entonces, estaba en su máximo apogeo en nuestra villa. En total 69 familias recibieron en Canillas la ayuda de la Comisaría Regia constituida para tal efecto. La cantidad total invertida en nuestro pueblo por dicha comisaría fue 6 250 ptas. El conjunto de los donativos sumó 8 251 ptas. Las ciudades, colonias y naciones más solidarias con Canillas fueron Madrid, Cuba y Alemania.
Sobre el solar que ocupó el antiguo Concejo, el actual edificio del Ayuntamiento fue terminado de construir el año 1864, es un edificio de singular personalidad, con reloj, balconada, ventanas y puertas de madero y pórtico de arquerías. Hasta la década de los años cuarenta del siglo XX era costumbre que alcaldes y militantes de partidos diesen sus anuncios, pregones y mítines desde dicha balconada. Canillas ha tenido siempre pregoneros que, por las calles, llamando con trompetilla, iban anunciando a la población las decisiones municipales. Hoy en día, dos altavoces se encargan de comunicar al vecindario cualquier asunto de interés. El reloj, por su parte, sigue funcionando marcando los sus cuartos, las medias y las enteras.

### SigloXX
El siglo XX se inicia con un levantamiento popular en el interior de la villa. En efecto: el 9 de abril de 1911- Domingo de Ramos-, coincidiendo con la visita al pueblo del por entonces célebre político pro-republicano con Giner de los Ríos, un grupo de hombres de Canillas y del río Bermuda, oponiéndose a un injusto embargo, le plantaron cara a un comisionado expresamente venido desde Málaga. Era la gota que colmaba el vaso. Los ánimos de la población ya estaban bastante crispados por los ya más de cuatro siglos de señoritos y caciques a los que el pueblo se veía sometido. Y, como el acalorado enfrentamiento verbal se desarrollaba frente a las puertas mismas del cuartel de la Guardia Civil (en plaza Gallero Badillo), esta intervino. Al final se produjo un balance de varios muertos y heridos. Ese día sería conocido en el pueblo como el de las tareas, porque cada vez que se hablaba de lo acaecido, el comentario más extendido que, hasta mucho tiempo después se hacía por todo el pueblo, decía «¡tiene tarea lo que ha pasado!». La noticia del sangriento enfrentamiento cundió por gran parte de España, de hecho, un día después de los acontecimientos, el periódico de Valladolid El Norte de Castilla recogía la noticia e informaba de esta manera: «Canillas del Aceituno proclamaba la República».
Por su parte, el periódico de Málaga La Unión Ilustrada, en sus número 118 y 119 del año 1911, también informaba de lo ocurrido.
Hasta los años cuarenta del siglo XX, lo acaecido en el año 1911 se les iba a referir, con especial descrédito, a cuantos canilleros viajaban a cualquier parte de España. El caciquismo y el secular dominio señorial de las tierras de Canillas de Aceituno, por parte de nobiliarias familias, habían conducido a eso.
En un documento manuscrito de 31 de diciembre de 1919 del Archivo Histórico de Canillas de Aceituno, se puede leer lo siguiente tras un encabezamiento titulado Reformas Sociales:

«Sr. Alcalde constitucional de esta villa. Los que suscriben y firman personalmente y, en nombre de unos de la SOCIEDAD titulada AMIGOS DEL PUEBLO Y DE LA CULTURA y otros del SINDICATO OBRERO que se está constituyendo al amparo del CENTRO INSTRUCTIVO REPUBLICANO SOCIALISTA, quieren y solicitan que por mediación de V. como primera autoridad de esta villa, comunica a la clase patronal pidiendo contestación dentro del plazo de cuarenta y ocho horas las peticiones siguientes:
1º Que reconociendo que es muy injusto por las alteraciones de la vida, que desde hoy en adelante hasta el día diez de agosto venidero queremos trabajar cinco horas y ganar tres pesetas y setenta y cinco céntimos.
2º Que yendo a quedarse al campo, estamos dispuestos a trabajar de sol a sol en las condiciones siguientes: queremos una hora para cada comida y veinte minutos para cada cigarro, sin alteración de ninguno, echando los mismos que de costumbre.»

La primera respuesta de los patronos del campo, de 8 de enero de 1920 fue la siguiente:

«Reunidos los patronos que al final firman, acuerdan proponer a los obreros las siguientes bases, los que están conformes en firmar temporalmente siempre que estén dispuestos todos los patronos de la localidad: la jornada de sol a sol en todo el campo que sea del Molino de abajo, a la casa Igualada y de lo alto de la Loma para aquí y de estos puntos citados para ya se les permite que metan mano al trabajo ½ hora después de salido el sol, y se dará de mano cuando solo quede ½ hora de sol, dándole tres cuartos de hora para cada comida y cuatro cigarros de a veinte minutos. Hasta fin de febrero y del 1º de marzo en adelante en vez de cuatro cigarros será cinco, el jornal será de cuatro pesetas y veinticinco céntimos a secas el jornal le será entregado al obrero después de trabajarlo, o sea, por la noche.»

#### Segunda República y Guerra Civil
El 12 de octubre de 1933, José Núñez, Fernando Ruiz y José Torres del sindicato de UGT firman en la villa los Estatutos de la Sociedad de Trabajadores de la Tierra y Similares de Canillas de Aceituno. Dichos estatutos son aprobados por la Delegación Provincial de Trabajo el 25 de noviembre de ese mismo año.
La guerra civil española afectó menos que en otros pueblos de Málaga al patrimonio histórico-artístico y documental: el Archivo parroquial, que comprendía varias series de libros de nacimientos, bautizos, matrimonios y defunciones desde la segunda mitad del siglo XVI, es decir, desde la llegada de los repobladores hasta el verano de 1936, fue destruido. Sin embargo, el Archivo Histórico Municipal fue salvado de la quema. A ello contribuyó el hecho de que la izquierda estaba ya instalada en el Ayuntamiento antes del estallido del conflicto el 18 de julio de 1936. En Canillas de Aceituno también hubo niños de la guerra, huérfanos por aquel entonces que fueron llevados a la zona nacional, lejos de los frentes de combate.
En la guerra de Marruecos, participaron bastantes soldados de Canillas de Aceituno. Fueron también muchos los canilleros que, primero como emigrantes, luego como soldados, forzadamente se desplazaron hasta Tánger, Ceuta, Melilla y Orán. Desde finales del siglo XIX, varias familias del pueblo se habían establecido en dichas plazas norteafricanas, pero con los años, los descendientes regresaron al pueblo de sus antepasados.
Del 18 de julio de 1936 al 7 de febrero del 37 la incultura y la barbarie se hicieron dueñas absolutas de Canillas de Aceituno. Seis fueron los vecinos del pueblo asesinados durante los macabros paseíllos practicados por los que se llamaban marxistas revolucionarios, «rojos», en la terminología de los franquistas. Hubo en Canillas de Aceituno 250 militantes con carné del Partido Comunista.
De 1936 a 1939, fueron ocho hijos de Canillas de Aceituno los muertos en las tapias del cementerio de Vélez Málaga, a manos de los sublevados, llamados por la terminología franquista "nacionales". A esas listas hay que sumar la de maquis y guardias civiles muertos, en la posguerra, por toda Sierra Tejeda, lugar de refugio para los canilleros republicanos que, como «rojos marxistas», más se habían implicado en el conflicto.
Varios niños y niñas, por ser huérfanos, fueron desplazados desde Canillas a zonas lejanas de los frentes de guerra. Algunos no volvieron, otros fueron hallados, tras la guerra, por pura casualidad.

#### Posguerra y dictadura
La postguerra de los años 1940 fue, en algunos aspectos, más dura incluso que la guerra. Fueron los años del hambre, de las cartillas de racionamiento y del odio contenido entre familias. Durante la guerra (tras la ocupación nacional de febrero de 1937) y primeros años de la postguerra, a las madres, hermanas y mujeres de los milicianos y de los maquis huidos y escondidos en la Sierra de Tejeda se les cortaba todo el cabello para que así quedara claro, públicamente, que uno de sus hijos, hermano o marido era un «izquierdista», un «rojo marxista» enfrentado al bando Nacional de Franco.
La detección y fusilamiento de maquis por parte de tropas franquistas, Regulares, de la Guardia Civil y otras fuerzas militares fue continua a lo largo de los años cuarenta y cincuenta. Algunas viudas de los milicianos encarcelados y fusilados empezaron a recibir una pequeña (casi simbólica) paga mensual por parte del Gobierno Nacional. También fueron varios los guardias civiles muertos o heridos por la resistencia de milicianos y maquis escondidos en la sierra.
Varios falangistas de Canillas de Aceituno se incorporaron, como voluntarios, a la División Azul y fueron a combatir, junto a los alemanes nazis, en el frente ruso.
En la década de los años 1950, con don Francisco Gallero Martín como alcalde–presidente de la Corporación Municipal de Canillas y Jefe local del Movimiento, hubo clases nocturnas contra el analfabetismo, subvencionadas por el Ayuntamiento y la Hermandad sindical de labradores y ganaderos San Isidro Labrador. La Previsión Social también comenzó a funcionar y la Falange organizó en Canillas un comedor social para niños y niñas huérfanos y pobres de solemnidad. La Sección Femenina y Acción Católica también desarrollaron su labor. Se implantó un régimen de trabajo local comunitario denominado «las Peonadas» donde de forma rotatoria a lo largo del año, jornaleros, peones, albañiles y campesinos de Canillas tenían que trabajar en obras del Ayuntamiento durante una semana, sin recibir salario alguno.
En la década de los 1960 hubo un intento, aunque fallido, de hacer una biblioteca al aire libre en el jardín del Paseíllo. Fue la época de los primeros seiscientos, la época en que una buena parte de la población emigró, sobre todo, a Málaga capital, Cataluña, Alemania, Francia y Suiza, la época en que todo, aceleradamente, empezaba a cambiar.

#### Democracia
Tras casi cuarenta años de dictadura y de un régimen político local elitista y semicaciquista, se inició en la década de los setenta la transición a la democracia y a la monarquía parlamentaria.
Dos huelgas generales planteó la población de Canillas en esos difíciles años del cambio político: una reivindicando un buen servicio de asistencia médica y otra exigiendo una rápida solución al incipiente problema del agua.
Se canalizó el agua hasta las casas. El adoquinado (empedrado a base de cantos rodados) de las dos plazas fue tapado por una capa de asfalto. La verde hierbecilla que crecía entre un canto rodado y otro le daba a sendas plazas cierto sabor romántico, haciéndolas más acogedoras. Los setenta fue época de cines de un buen Teleclub, de pubs y discotecas.

## Geografía humana

### Demografía
Cuenta con una población de 1777 habitantes (INE 2024).
| Gráfica de evolución demográfica de Canillas de Aceituno entre 1842 y 2021                                            |
| |
| Población de derecho según los censos de población del INE. Población de hecho según los censos de población del INE. |

| Nacionalidad | Hombres | Mujeres | Total | %     | Proporción |
| ------------ | ------- | ------- | ----- | ----- | ---------- |
| Española     | 676     | 591     | 1267  | 73.5% |            |
| Extranjera   | 227     | 228     | 455   | 26.4% |            |

### Economía

#### Evolución de la deuda viva municipal
| Gráfica de evolución de Deuda viva del Ayuntamiento de Canillas de Aceituno entre 2008 y 2019                                |
| |
| Deuda viva del Ayuntamiento de Canillas de Aceituno en miles de Euros según datos del Ministerio de Hacienda y Ad. Públicas. |

## Política

### Resultado de las elecciones municipales de 2023
| Candidatura     | Candidatura                              | Votos | %                               | Escaños                         |
| --------------- | ---------------------------------------- | ----- | ------------------------------- | ------------------------------- |
|                 | Partido Popular (PP)                     | 555   | 59,94                           | 6                               |
|                 | Partido Socialista Obrero Español (PSOE) | 272   | 29,37                           | 2                               |
|                 | Vox                                      | 91    | 9,83                            | 1                               |
|                 | Con Andalucía (Podemos-IU-MP-IdPA)       | 7     | 0,76                            | 0                               |
| Votos en blanco | Votos en blanco                          | 1     | 0,11                            | n/a                             |
| Votos válidos   | Votos válidos                            | 926   | 100                             | 9                               |
| Votos nulos     | Votos nulos                              | 14    | Participación: \| \| 77,37 % \| | Participación: \| \| 77,37 % \| |
| Votantes        | Votantes                                 | 940   | Participación: \| \| 77,37 % \| | Participación: \| \| 77,37 % \| |
| Electores       | Electores                                | 1215  | Participación: \| \| 77,37 % \| | Participación: \| \| 77,37 % \| |
|                 | 77,37 %                                  |       |                                 |                                 |

| Periodo   | Nombre                                                                          | Partido    |
| --------- | ------------------------------------------------------------------------------- | ---------- |
| 1999-2003 | José Manuel Aranda                                                              | PSOE       |
| 2003-2007 | José Manuel Aranda                                                              | PSOE       |
| 2007-2011 | José Manuel Aranda (dimitió en marzo de 2011) Pilar Ortiz Hidalgo               | PSOE       |
| 2011-2015 | Pilar Ortiz Hidalgo (dimitió en septiembre de 2013) Vicente Campos González(PP) | PSOE PP-IU |
| 2015-2019 | Vicente Campos González                                                         | PP         |
| 2019-2023 | Vicente Campos González                                                         | PP         |

## Monumentos y lugares de interés
Casa Consistorial
El ayuntamiento es una pintoresca muestra de arquitectura popular. Su aspecto es fruto de los cambios en los aspectos y funciones que ha sufrido a lo largo del tiempo.

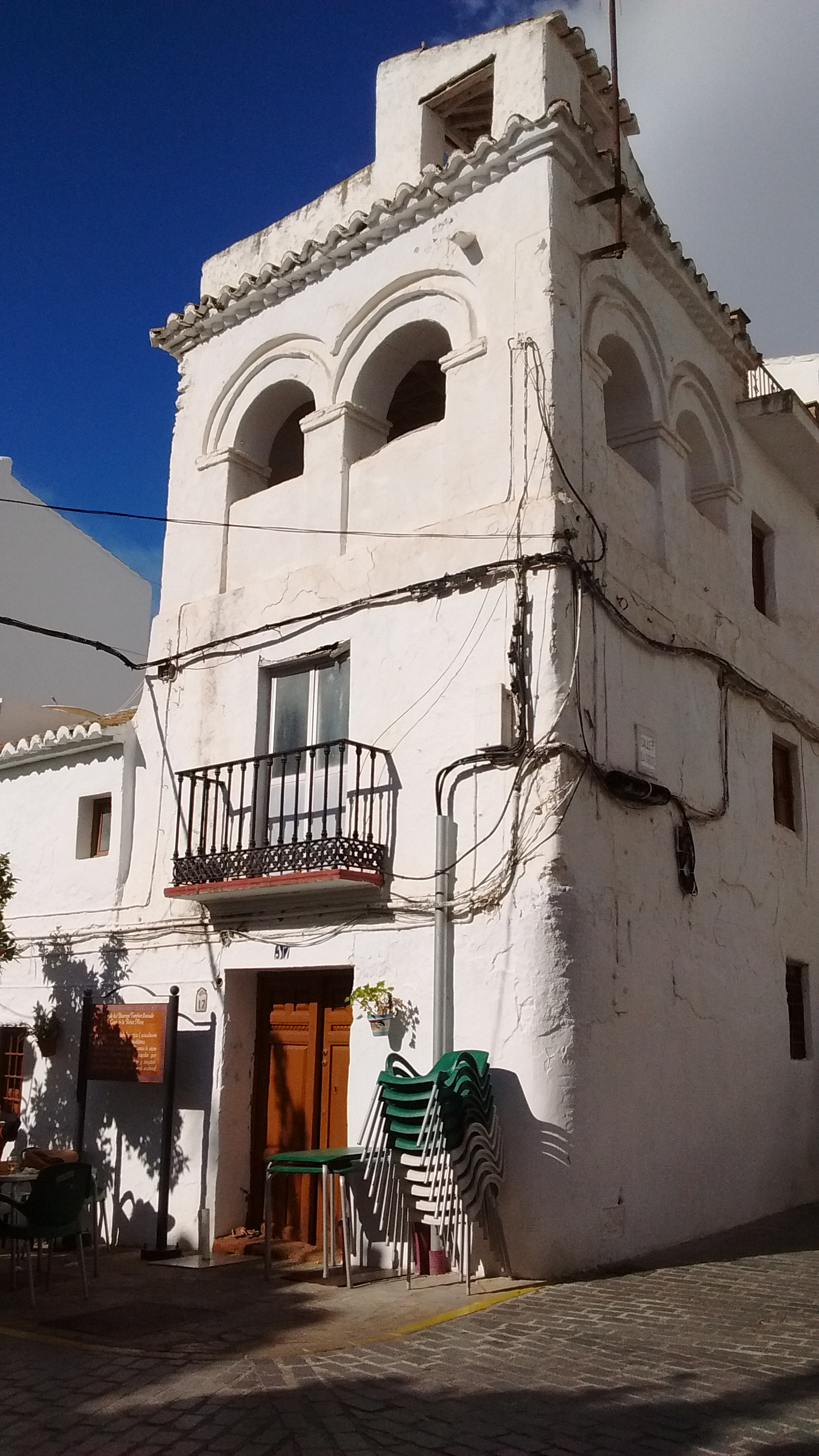
Casa de los diezmos
La casa de los diezmos es un edificio que al igual que el ayuntamiento se encuentra ubicado en la Plaza de la Constitución, data del siglo XVI. Es un edificio que también es conocido como Casa de la Reina Mora, que conserva una torre abierta con arcos germinados ciegos, de estilo mudéjar. En este edificio era donde se controlaba la producción y venta de la seda.
Iglesia de Nuestra Señora del Rosario
La iglesia de Nuestra Señora del Rosario se encuentra ubicada en lo que hoy día es el centro del pueblo, aunque cuando esta fue construida estaba situada en la parte más alta de este. Por otro lado, desde su terraza, se observa un lindo paisaje. Fue construida sobre el solar de la antigua mezquita en el siglo XVI y reformada en el siglo XIX. Su estilo es gótico-mudéjar. Tiene una torre situada en la cabecera, que se inicia en base cuadrada y termina en base octogonal. En cuanto a su interior está dividido en tres naves de 40 metros de largo que se delimitan con pilares cruciformes que apean arcos apuntados. El techo está cubierto por una armadura de parhilera con tirantes la central y de colgadizo las laterales. También hay dos capillas barrocas del siglo XVIII, una imagen de la Virgen de la Cabeza, actual patrona del pueblo, un lienzo pintado a mano con el tema de la piedad y tres esculturas de tamaño mediano: San Antonio (obra del círculo de Mena), San Francisco Javier (obra del círculo de Zayas) y San Antón. La iglesia también poseía una antigua talla de madera de la Virgen de la Cabeza, posiblemente dicha talla fue traída por repobladores provenientes de Andújar, donde existía una gran devoción por dicha virgen. Durante el periodo que va de 1931 a 1937, periodo que corresponde a la Segunda República Española y la Guerra Civil, se perdió o se destruyó esta talla, junto con otros bienes eclesiásticos.
Restos del castillo
También existen restos del antiguo castillo, situado en la plaza que tiene su mismo nombre, ya que era el camino por dónde se accedía al antiguo castillo.

## Cultura

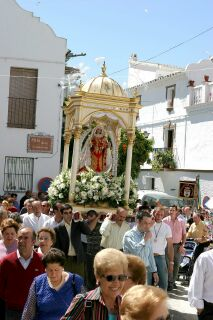
Feria de agosto.

Los habitantes de Canillas de Aceituno, en su mayoría son de un nivel socioeconómico y cultural medio. Canillas de Aceituno posee un colegio público y una biblioteca situada en la Plaza Maestro Francisco Gallero Badillo.
Como centro cultural musical solo existe una banda de música, en la que se pueden apuntar los niños y personas mayores, y donde se les introduce a la música y al dominio de un instrumento.
Anterior a la banda de música actual, hubo otra banda que fue creada entre finales del siglo XIX y comienzos del XX, siendo el maestro Francisco Gallero Badillo el organizador de dicha banda. La función de la primera banda, era tocar en las fiestas del pueblo. Por la mañana temprano, durante los días de feria, los músicos tocaban pasacalles por todo el pueblo y más tarde cuando iba a salir la Virgen del templo, los músicos esperaban en la puerta para tocar el Himno Nacional. Actualmente, sigue siendo esta también una de las funciones de la banda de música actual.
Hay que señalar que tuvieron que esperar muchos años los habitantes de Canillas de Aceituno para poder escuchar otra vez a una banda de música propia del pueblo, ya que después de la desaparición de la antigua banda no se creó ninguna otra hasta 1992, cuyos nuevos integrantes son de ambos sexos.
Como parte también de la cultura de Canillas de Aceituno, podemos señalar, que el ayuntamiento todos los años, durante tres o cuatro días, abre una sala de exposición sobre fotografías, libros, objetos, etc. pertenecientes a diversas épocas y encontrados en el municipio.
Los cantes populares son la saeta, las bulerías y todas aquellas formas de cante provenientes del flamenco y otro tipo de canciones populares cuya letra ha sido transmitida de generación en generación de forma oral. En cuanto a los bailes populares, son los tradicionales de Andalucía.

### Fiestas

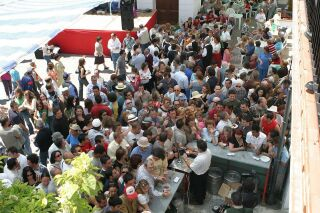
Día de la morcilla.

Las fiestas de Canillas de Aceituno son las siguientes:
- el día de la morcilla o fiesta de la Virgen de la Cabeza, el último domingo de abril;
- la romería de San Isidro que se festeja a mitad del mes de mayo;

- la feria de Ntra. Sra. Virgen de la Cabeza que suele celebrarse la segunda semana de agosto;
- las candelarias, se festejan del 7 al 8 de septiembre, esta fiesta no está ligada a la virgen de la Candelaria, sino a un singular hecho histórico, que ocurrió durante la reocupación cristiana de Vélez-Málaga y su comarca. Lo ocurrido fue que las tropas cristianas amedrentaron a las musulmanas sirviéndose, en una noche muy oscura, de cientos de carneros, a los que, con antorchas prendidas y atadas a los cuernos, hicieron bajar desde las escarpadas faldas de Sierra Tejeda en dirección a Vélez-Málaga. Como representaban ser un gran ejército dispuesto para el combate, las tropas musulmanas se desorganizaron y sufrieron bastantes bajas. Tras la victoria, los cristianos volvieron a encenderlas en señal de victoria.

### Gastronomía
En cuanto a la gastronomía típica, la cocina de Canillas de Aceituno se fundamenta principalmente en los recursos naturales del entorno. La manera de combinarlos entre sí y el resultado final está muy influenciada por la cocina andalusí. Se pueden destacar, entre otros platos, los siguientes: ajo blanco, chivo al horno como lo preparan en el restaurante "El Bodegón de Juan María", gachas con mosto, gazpacho con uva moscatel, migas y potaje de hinojos.
Sopa cachorreña.

### Artesanía
Por otro lado, la artesanía que se puede observar en la vida del pueblo, son objetos realizados con esparto y otros de madera, como por ejemplo el trono que procesiona a la Virgen de la Cabeza, el cual fue realizado por un carpintero local.